# Maître des requêtes
Le titre de maître des requêtes est porté en France, ainsi que dans certains autres pays d'Europe, depuis le Moyen Âge, par les titulaires de certaines hautes fonctions judiciaires et administratives, notamment au tribunal des Requêtes de l'Hôtel.

## En France, sous l'Ancien Régime

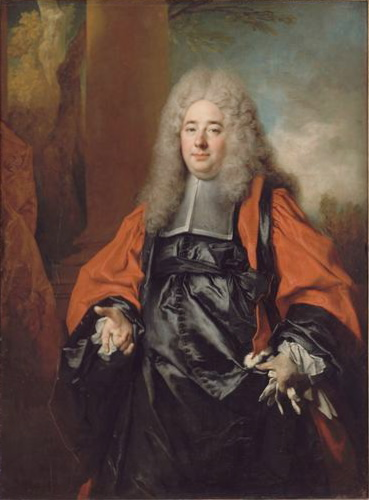
Louis-Urbain Le Peletier
Maître des Requêtes
par Nicolas de Largillierre (1656-1746)
Château de Versailles

Les maîtres des requêtes ordinaires de l'hôtel du Roi étaient, depuis le Moyen Âge, des officiers propriétaires d'une charge extrêmement prestigieuse et devenue, sous Louis XIV, particulièrement coûteuse. L'office coûtait 200 000 livres en 1710 et 100 000 en 1750. Pour pouvoir devenir maître des requêtes, il fallait avoir exercé pendant six ans dans une cour supérieure (Parlement, Chambre des comptes) ; les enfants des magistrats de ces cours bénéficiaient d'une durée réduite de trois ans seulement.
À l'origine, les maîtres des requêtes tenaient le tribunal des Requêtes de l'Hôtel. De cette fonction primitive subsiste, au XVIIIe siècle, l'usage selon lequel deux d'entre eux, les dimanches et jours de fête, accompagnaient le Roi à la messe et se tenaient près de son prie-Dieu puis le reconduisaient à son cabinet, pour recevoir sur le chemin les placets et les suppliques. Ils jugeaient souverainement en matière du sceau, de la librairie, de l'imprimerie et de l'exécution des arrêts du Conseil du roi.
Les maîtres des requêtes étaient les collaborateurs du chancelier de France, dont ils dépendaient étroitement. Ils étaient associés à l'œuvre de justice à travers l'audience du sceau et le Conseil des parties, auquel ils assistaient. Ils siégeaient par quartiers trimestriels. Chaque quartier avait son doyen. Le doyen des doyens avait rang de conseiller d'État. Au Conseil, les maîtres des requêtes étaient debout et découverts. Ils étaient membres du parlement de Paris où ils pouvaient siéger mais pas plus de quatre en même temps. Ils n'étaient justiciables que devant les chambres assemblées du Parlement.
Ils étaient fréquemment appelés comme rapporteurs dans les Conseils de gouvernement. Du fait de leurs formations de juges et d'administrateurs, ils formaient le vivier dans lequel se recrutaient naturellement les très hauts fonctionnaires et les membres du Gouvernement royal : conseillers d'État, intendants des provinces, intendants des finances, intendants du commerce, contrôleurs généraux des finances, lieutenants généraux de police, etc.
Leur nombre atteignit 98 en 1689, 88 en 1723 mais Louis XV le ramena à 80 en 1752.

## En France, depuis 1800
En France, les maîtres des requêtes au Conseil d'État sont des membres du Conseil d'État titulaires du grade de maître des requêtes, intermédiaire entre celui d'auditeur de 1re classe et celui de conseiller d'État.